# شون إيفانز (لاعب اللاكروس)
شون إيفانز (بالإنجليزية: Shawn Evans)‏ هو لاعب اللاكروس أمريكي، ولد في 28 أبريل 1986 في بيتيربوروغ في كندا.